# Svatba upírů
Svatba upírů je česká filmová komedie s hororovými motivy, kterou v roce 1993 natočil režisér Jaroslav Soukup.

## Děj
Richard Bancroft (Rudolf Hrušinský), mladík z Anglie se svým strýcem (Petr Nárožný) přijíždí do Prahy. Při prvním setkání se také zamiluje do záhadné Olivie (Iveta Bartošová). Avšak také zjišťuje, že se patří do šlechtické společnosti. Avšak velmi divné společnosti. Protože ve dne všichni spí a teprve po nocích vychází ze svého sídla.

## Obsazení
| Rudolf Hrušínský     | Richard             |
| Iveta Bartošová      | Olivie              |
| Petr Nárožný         | strýc Archibald     |
| Viktor Preiss        | hrabě Kronberg      |
| Luděk Kopřiva        | doktor Hermann      |
| Petr Pelzer          | plukovník Degendorf |
| Nelly Gaierová       | stará šlechtična    |
| Oldřich Vízner       | operní zpěvák       |
| Marie Drahokoupilová | správcová           |
| Miroslav Táborský    | sluha Fridrich      |